# ポルト・デ・リラ駅
ポルト・デ・リラ駅 (ポルト・デ・リラえき、仏：Porte des Lilas)は、フランス・パリの19区と20区の境にあるメトロ (地下鉄) の駅。3bis線と11号線を利用することができる。

## 概要
ポルト・デ・リラ駅は、パリの地下鉄メトロの駅。3bis線と11号線が利用可能である。パリ北東部に位置しており、19区と20区の境界線であるベルヴィル通り沿いにある。11号線の東端メリー・デ・リラ駅の1つ手前の駅であり、また、3bis線の北東の起点となっている。
1921年11月27日、3号線 の駅として開業した。1971年3月27日、3bis線の3号線からの分離に伴い、そのターミナル駅となった。駅名は、付近にあったパリ市壁の門「リラ門 （ポルト・デ・リラ、Porte des Lilas）」にちなんで名付けられた。

## 利用可能な鉄道路線
- メトロ
  - 3bis線
  - 11号線

## 駅周辺
- ジョルジュ＝ヴァルレー・プール （Piscine Georges-Vallerey）

## 隣の駅
パリメトロ
■3bis線
サン＝ファルジョー駅 (Saint-Fargeau) - ポルト・デ・リラ駅
■11号線
テレグラフ駅（Télégraphe） - ポルト・デ・リラ駅 - メリー・デ・リラ駅（Mairie des Lilas）